# .ge
.ge és el domini de primer nivell territorial (ccTLD) de Geòrgia. Es va reservar el 1992. Els contactes administratiu i tècnic d'un nom de domini que acabi en .ge han d'estar domiciliats a Geòrgia. Els registres es poden fer directament sota .ge, .com.ge i sota alguns altres dominis de segon nivell restringits (.gov.ge, .net.ge, .org.ge, …).
El 2011 es va reservar un nou domini de primer nivell per a Geòrgia, pensat per a dominis en idioma georgià. El domini es diu .გე